# Sam Trickett
 (juillet 2023).
La mise en forme du texte ne suit pas les recommandations de Wikipédia : il faut le « wikifier ».
Les points d'amélioration suivants sont les cas les plus fréquents :
- Les titres sont pré-formatés par le logiciel. Ils ne sont ni en capitales, ni en gras.
- Le texte ne doit pas être écrit en capitales (les noms de famille non plus), ni en gras, ni en italique, ni en « petit »…
- Le gras n'est utilisé que pour surligner le titre de l'article dans l'introduction, une seule fois.
- L'italique est rarement utilisé : mots en langue étrangère, titres d'œuvres, noms de bateaux, etc.
- Les citations ne sont pas en italique mais en corps de texte normal. Elles sont entourées par des guillemets français : « et ».
- Les listes à puces sont à éviter, des paragraphes rédigés étant largement préférés. Les tableaux sont à réserver à la présentation de données structurées (résultats, etc.).
- Les appels de note de bas de page (petits chiffres en exposant, introduits par l'outil «  Source ») sont à placer entre la fin de phrase et le point final[comme ça].
- Les liens internes (vers d'autres articles de Wikipédia) sont à choisir avec parcimonie. Créez des liens vers des articles approfondissant le sujet. Les termes génériques sans rapport avec le sujet sont à éviter, ainsi que les répétitions de liens vers un même terme.
- Les liens externes sont à placer uniquement dans une section « Liens externes », à la fin de l'article. Ces liens sont à choisir avec parcimonie suivant les règles définies. Si un lien sert de source à l'article, son insertion dans le texte est à faire par les notes de bas de page.
- La présentation des références doit suivre les conventions bibliographiques. Il est recommandé d'utiliser les modèles {{Ouvrage}}, {{Chapitre}}, {{Article}}, {{Lien web}} et/ou {{Bibliographie}}. Le mode d'édition visuel peut mettre en forme automatiquement les références.
- Insérer une infobox (cadre d'informations à droite) n'est pas obligatoire pour parachever la mise en page.

Pour une aide détaillée, merci de consulter Aide:Wikification.
Si vous pensez que ces points ont été résolus, vous pouvez retirer ce bandeau et améliorer la mise en forme d'un autre article.
Sam Trickett (né le 2 juillet 1986 à East Retford, Nottinghamshire, Angleterre) est un joueur professionnel de poker anglais. Il est surtout connu pour avoir terminé deuxième, perdant en tête-à-tête contre Antonio Esfandiari dans le Big One for One Drop - remportant plus de 10 millions de dollars en prix. Il est actuellement le douzième plus grand gagnant en tournoi de tous les temps.

## Carrière
Trickett a commencé à jouer au poker en 2005 après avoir subi une blessure au genou qui a mis fin à sa carrière de footballeur professionnel. Il est rapidement devenu un habitué des événements de poker à Sheffield.
Trickett a remporté le Grosvenor UK Poker Tour (GUKPT) Luton Main Event en 2008, remportant 215 178 dollars en prix. Il a empoché six fois lors de la 41e série mondiale de poker.
Fin 2010, Trickett, aux côtés de joueurs tels que Tom Dwan, John Juanda et Phil Ivey, a participé à une série de cash games à enjeux élevés à Macao mettant en vedette un certain nombre de riches hommes d'affaires chinois. Dans une interview parue dans le numéro de janvier 2011 du magazine Bluff Europe, Trickett a révélé qu'il avait gagné environ £1 million dans ces jeux et qu'il apprenait actuellement le mandarin.
En moins d'un mois au début de 2011, Trickett a gagné plus de 3 millions de dollars dans des tournois de hold'em no-limit avec des buy-ins super élevés et peu de participants. Il a remporté l'événement super high roller avec un buy-in de 100k au PCA, l'événement high roller avec un buy-in de 100k à l'Aussie Millions et il a obtenu la deuxième place dans ce qui était alors le tournoi avec le plus grand buy-in de l'histoire à l'événement super high roller avec un buy-in de 250k à l'Aussie Millions.
Le 13 novembre 2011, Trickett a remporté le Main Event du Partouche Poker Tour à Cannes et a gagné 1 000 000 €.
Le 3 juillet 2012, Trickett a terminé deuxième du Big One for One Drop des WSOP, un tournoi avec un buy-in de 1 million de dollars, qui est désormais le tournoi avec le plus haut buy-in de tous les temps. Il a remporté 10 112 001 dollars, devenant ainsi le joueur de poker britannique le plus couronné de succès de tous les temps. À la suite de ce gain record, l'intérêt des médias britanniques pour Trickett s'est intensifié, culminant avec la commission d'un documentaire en ligne retraçant la vie de Trickett jusqu'à son succès au One Drop.
Le 1er février 2013, Trickett a remporté le "250 000 $ Challenge" aux Aussie Millions 2013. Pour ses efforts, Trickett a remporté 2 000 000 $ AUD, ajoutant près de 2,1 millions de dollars à son bankroll.
Le 23 mars 2013, Sam a terminé deuxième derrière Daniel Shak lors de la Premier League Poker VI à l'Aspers Casino de Londres. Il a remporté 200 000 dollars pour sa deuxième place.
Au 15 février 2019, ses gains totaux en tournois live s'élèvent à 20 849 721 dollars, le plaçant à la 20e place de la liste de tous les temps des gains en poker et à la 2e place de la liste de tous les temps des gains en Angleterre.

## Vie personnelle
En janvier 2013, Trickett a annoncé ses fiançailles avec sa partenaire de longue date, Natasha Sandhu, bien qu'en décembre 2014, il a annoncé qu'il s'était séparé de Natasha, qui était sa partenaire depuis plus de 10 ans.
Il vit actuellement à la campagne, à East Retford, Nottinghamshire, en Angleterre.
Il possède une Bentley Continental personnalisée.